# Adam Smith
Adam Smith (Kirkcaldy, bautizado el 16 de junio [O.S 5 de junio ] de 1723-Edimburgo, 17 de julio de 1790) fue un economista y filósofo de la Ilustración escocesa, considerado uno de los mayores exponentes de la economía clásica y de la filosofía de la economía.
Es conocido principalmente por su obra Una investigación sobre la naturaleza y causas de la riqueza de las naciones (1776) / An Inquiry into the Nature and Causes of The Wealth of Nations, que es un estudio acerca del proceso de creación y acumulación de la riqueza, temas ya abordados por los mercantilistas y fisiócratas, pero sin el carácter científico de la obra de Smith. Fue el primero en escribir una obra que trata la economía como un sistema integral y como una disciplina académica y moderna. Smith se niega a explicar la distribución de la riqueza y el poder en términos de la voluntad de Dios y, en cambio, apela a los factores naturales, políticos, sociales, económicos y tecnológicos y a las interacciones entre ellos. Entre otras teorías económicas, su trabajo introdujo la idea de la ventaja absoluta. Debido a dicho trabajo, que fue el primer estudio completo y sistemático sobre el tema de la riqueza y el fundamento de una nueva ciencia entonces denominada Economía política, a Smith se le conoce generalmente como el padre de la Economía moderna. Fue rector honorífico de la Universidad de Glasgow.
Se publicaron dos obras de Adam Smith en vida, "La teoría de los sentimientos morales" (1759) y "Investigación sobre la naturaleza y las causas de la riqueza de las naciones" (1776; conocido como "La riqueza de las naciones"). Además, se publicaron póstumamente "Lecciones de jurisprudencia" (escritas en 1763 por sus estudiantes, mejorada por Edwin Cannan en 1869 y finalmente la Edición de Glasgow de las Obras y Correspondencia de Adam Smith en 1976) y "Ensayos sobre temas filosóficos" (1795) recopilados por sus albaceas literarios, Joseph Black y James Hutton. Además, Adam Smith tenía las intenciones de publicar dos libros más, uno sobre Principios generales e historia del derecho y el estado (justicia, administración, finanzas públicas, la defensa y de ámbitos legislativos), y el otro sobre la Historia filosófica de todas las ramas de la literatura, de la filosofía, poesía y oratoria.

## Biografía
Adam Smith fue un filósofo y economista escocés nacido en fecha desconocida aunque bautizado el 5 de junio de 1723 en Kirkcaldy, Escocia, y fallecido el 17 de julio de 1790 en Edimburgo, Escocia. Es considerado uno de los padres fundadores de la economía moderna y su obra más influyente es "La riqueza de las naciones", publicada en 1776.
Smith estudió en la Universidad de Glasgow y luego en la Universidad de Oxford. Más tarde se desempeñó como profesor de lógica y filosofía moral en la Universidad de Glasgow, donde desarrolló gran parte de sus ideas económicas.
En "La riqueza de las naciones", Adam Smith abordó temas como la división del trabajo, la teoría del valor, la importancia de la competencia y el libre mercado, y la mano invisible, concepto que describe cómo las acciones individuales orientadas por el propio interés pueden conducir al beneficio colectivo de la sociedad.
Smith creía en la importancia de la libertad económica y abogaba por la eliminación de las restricciones comerciales y la intervención gubernamental mínima en la economía. Su enfoque en la búsqueda del interés propio como motor de la prosperidad económica ha tenido una profunda influencia en el pensamiento económico y político hasta la actualidad.
Además de su trabajo en economía, Smith también escribió sobre temas morales y éticos en obras como "Teoría de los sentimientos morales", donde exploró la naturaleza de la moralidad y la simpatía como fuerza motivadora en las relaciones humanas.
La obra de Adam Smith ha dejado un legado duradero en el campo de la economía y la filosofía, y su pensamiento continúa siendo objeto de estudio y debate en la actualidad.

### Formación y vida académica
En 1737, a la edad de 14 años, tras concluir en la escuela local de Kirkcaldy, Smith ingresó en la Universidad de Glasgow, donde fue influido por «el nunca olvidado» Francis Hutcheson, el famoso profesor de filosofía moral, lo que a la postre le valdría para ser incluido en la escuela histórica escocesa. Es en esta asignatura, en la que se dedicaba una parte a la moral práctica, en la cual Smith basaría gran parte de La riqueza de las naciones. En Glasgow desarrolló su pasión por los conceptos filosóficos de la razón, las libertades civiles y la libertad de expresión. Tuvo de profesores a Francis Hutcheson en filosofía moral, John Loudon en lógica y metafísica, Robert Simson en matemáticas y Alexander Dunlop en griego.
Tras graduarse en 1740, realizó estudios de posgrado en la Universidad de Oxford con la Snell Exhibition, una beca que se concede anualmente a estudiantes de la Universidad de Glasgow para cursar estudios de postgrado en el Balliol College de Oxford.
Smith consideraba que la enseñanza en Glasgow era muy superior a la de Oxford, que encontraba intelectualmente asfixiante y decadente. En el libro V, capítulo II de La riqueza de las naciones escribió: "En la Universidad de Oxford, la mayor parte de los profesores en ejercicio, han renunciado por completo, desde hace muchos años a la pretensión de enseñar". 
También se afirma que Smith se quejó a sus amigos de que una vez los empleados de Oxford le descubrieron leyendo un ejemplar del Tratado de la naturaleza humana de David Hume, le confiscaron el libro y le castigaron severamente por leerlo. De acuerdo a William Robert Scott, "The Oxford of [Smith's] time gave little if any help towards what was to be his lifework."
Según William Robert Scott, "El Oxford de la época [de Smith] le ayudó poco o nada en lo que iba a ser el trabajo de su carrera". No obstante, aprovechó su estancia en Oxford para aprender por sí mismo varias materias leyendo muchos libros de la gran Biblioteca Bodleian. Según su correspondencia, no fue feliz durante su vida en Oxford, salvo cuando estudiaba por su cuenta.[26] Casi al final de su estancia allí, empezó a sufrir ataques de temblores, probablemente síntomas de una crisis nerviosa. Abandonó la Universidad de Oxford en 1746, antes de concluir su beca.
De vuelta a su casa en 1746, Smith se dedicó a buscar un empleo adecuado a la vez que continuaba sus investigaciones. Entre 1748 y 1751 fue profesor ayudante de las cátedras de retórica y literatura en Edimburgo, bajo el mecenazgo de Lord Kames, quien también lo empleó como conferenciante sobre las mismas materias. Durante este período estableció una estrecha amistad con el filósofo David Hume, relación que influyó mucho sobre las teorías económicas y éticas de Smith.
En 1751, fue llamado por la Universidad de Glasgow para ocupar en primer lugar la cátedra de lógica y, al año siguiente, la de filosofía moral. Este último cargo lo ejerció durante 12 años, período que luego describiría como «el más útil y, por tanto, el más feliz y honorable de mi vida».
Su curso de filosofía moral estaba dividido en cuatro partes: teología natural, ética, jurisprudencia, y economía política.
En 1759 publicó su primer libro, Teoría de los sentimientos morales, que incorporaba la segunda parte de su curso y que casi de inmediato estableció su reputación académica y literaria. También publicó un ensayo sobre La primera formación de los idiomas, que fue incluido como apéndice en posteriores ediciones de Los sentimientos morales (se publicaron seis ediciones durante su vida).

### Viajes por Francia y Suiza
En 1763, el aristócrata Charles Townshend ofreció a Smith una pensión vitalicia de trescientas libras anuales más gastos (casi el doble de lo que cobraba por sus clases) a cambio de que sirviera como tutor de su hijastro, Henry Scott, III Duque de Buccleuch, durante el habitual grand tour o viaje de fin de estudios que los estudiantes de las familias nobles solían hacer durante varios años para aprender idiomas, conocer a personajes de su esfera o con que hacer negocios, o incluso para encontrar un buen partido para casarse; algunos duraban varios años, y lo que preveía Townshend era pasar unos tres años por Suiza y Francia.
Primero decidieron permanecer durante un año y medio en Toulouse. Según su propio relato, la ciudad le pareció algo aburrida: escribió a Hume que "había comenzado a escribir un libro para matar el tiempo". Y después de recorrer el sur de Francia, el grupo se trasladó a Ginebra, donde Smith se reunió con el filósofo Voltaire. Desde allí el grupo se trasladó a París, donde Smith conoció al editor y diplomático estadounidense Benjamin Franklin, quien unos años más tarde encabezaría la oposición en las colonias estadounidenses contra las cuatro resoluciones británicas de Charles Townshend (las llamadas Leyes Townshend o  Townshend Acts), que amenazaban el autogobierno colonial estadounidense e imponían impuestos sobre una serie de artículos necesarios para las colonias. Smith descubrió la escuela económica de la fisiocracia fundada por François Quesnay y discutió con sus intelectuales, entre ellos el mismo Quesnay y Turgot, y se encontró con su viejo amigo David Hume. También conoció a otros pensadores ilustrados, como los enciclopedistas Diderot y D'Alembert, y el economista Necker. Los fisiócratas se oponían al mercantilismo, la teoría económica dominante de la época, que se ilustraba con el lema Laissez faire et laissez passer, le monde va de lui même! / ¡Dejar hacer y dejar pasar, el mundo marcha solo!, y que reducía la economía a un mero balance entre exportación e importación.
La riqueza de Francia se había agotado virtualmente a causa de los gastos suntuarios de Luis XIV y Luis XV, envueltos además en guerras ruinosas; su crédito se había hundido aún más al ayudar a los insurgentes estadounidenses contra los británicos. El consumo excesivo de bienes y servicios que no contribuían a expandir la economía se consideraba una fuente de trabajo improductivo, mientras que la agricultura de Francia, la tierra y sus productos, era el único sector económico que mantenía aún la riqueza de la nación. Y, como la economía británica de esa época producía una distribución de los ingresos que contrastaba con la que existía en Francia, Smith concluyó que "con todas sus imperfecciones, la escuela fisiocrática es quizás la aproximación más cercana a la verdad que se ha publicado hasta ahora en cuanto al tema de la economía política", porque la distinción que esta hacía entre dos clases de trabajo, el productivo y el improductivo (la "clase estéril" para los fisiócratas) fue fundamental en el desarrollo y comprensión de lo que se convertiría en la teoría económica clásica. 
En 1766 la repentina enfermedad y muerte de Hew Scott, el hermano del duque, puso fin al viaje y forzó un repentino retorno a Gran Bretaña. Allí Smith fue madurando y analizando las ideas de Quesnay y Turgot para construir su propia teoría, que incorporó ideas nuevas y más profundas y estableció diferencias respecto a las de estos autores.

### Publicación deLa riqueza de las naciones
Durante los siguientes siete años Smith vivió con su madre en Kirkcaldy, dedicando la mayor parte de su tiempo a investigar y redactar su siguiente libro La riqueza de las naciones. Este período también lo describió como feliz: «Quizá nunca estuve (tan feliz) en toda mi vida».
En 1779 viajó a Londres, llevándose consigo el manuscrito, y durante cinco años vivió allí, donde su círculo de amigos incluía al historiador Edward Gibbon y al pensador liberal Edmund Burke. En esa época murió su amigo David Hume, motivo que llevó a Adam a publicar su Carta a William Strahan a modo de obituario. Y como se refería a su crítica a la religión sin atacarla, los elogios que rindió a su amigo Hume provocaron grandes protestas en todo el Reino Unido. Smith habría de anotar después: «Una simple e inofensiva hoja de papel... me causó diez veces más vituperios que el violento ataque que realicé en contra de todo el sistema comercial de la Gran Bretaña».
Fue nombrado director de la Aduana de Edimburgo en 1778, puesto que desempeñó hasta su muerte el 17 de julio de 1790 a causa de una enfermedad, viviendo con su madre y su prima, Janet Douglas, en Edimburgo. En 1787 fue nombrado rector honorífico de la Universidad de Glasgow, cargo que ocupó hasta 1789. Adam Smith murió a la edad de 67 años.

## Obras
Pese a su importancia para la historia de la ciencia económica, es importante recordar que Smith no era únicamente (ni acaso principalmente) un economista; de hecho, en sus tiempos la economía aún no se había desarrollado como disciplina independiente. Su campo de estudios era la filosofía y dentro del mismo la ética, en cuyo marco incluía la economía como un aspecto particular.
La amplitud de sus intereses, que abarcaban no solo economía, ética, filosofía política, y jurisprudencia, sino también literatura (antigua y moderna), lingüística, psicología, y la historia de la ciencia, destaca tanto por su variedad como por su profundidad analítica.
El profesor Julio Harold Cole, de la Facultad de Ciencias Económicas de la Universidad Francisco Marroquín, dice de Adam Smith:

En esta época de excesiva especialización, no puede dejar de impresionarnos la amplitud y profundidad de la erudición de Smith, fiel y genuino representante del espíritu de la Ilustración Escocesa. Sin embargo, por mucho que admiremos sus logros en campos tan variados, no puede negarse tampoco que la posteridad ha decidido recordarle principalmente por sus contribuciones a la ciencia económica, y su fama siempre se basará mayormente en su obra maestra, La riqueza de las naciones. Aunque escrita en inglés en el siglo XVIII, ahora pertenece al mundo y a todos los tiempos. Smith separó definitivamente la economía del restrictivo marco de referencia mercantilista, que negaba los beneficios del libre comercio entre las naciones, e hizo de ella el estudio del orden social espontáneo (y generalmente no-intencionado) que surge de los intercambios voluntarios entre individuos que producen beneficios para todas las partes involucradas, sean domésticas o extranjeras. En tanto sobreviva en este mundo el amor por la libertad, los hombres libres seguirán inspirándose en Adam Smith, autor de La riqueza de las naciones.

### Teoría de los sentimientos morales
La Teoría de los sentimientos morales de 1759 empieza por la exploración de todas las conductas humanas, en las cuales el egoísmo no parece desempeñar un papel determinante, como aseguraba Hobbes. Sin embargo, sí confiere razón a los postulados de Hobbes en que la primera tendencia del ser humano es la del amor hacia sí mismo. De ahí que se vea obligado a controlar y dominar su egoísmo, elemento fundamental para que la vida en comunidad no se convierta en una guerra de todos contra todos.
Lo que se expone entonces es el proceso de simpatía (o empatía), a través del cual un sujeto es capaz de ponerse en el lugar de otro, aun cuando no obtenga beneficio de ello. Adam Smith lo explica por la influencia de la necesidad de ser aprobado por los demás. Con esto se busca criticar a la concepción utilitarista, como aparece en Hume. El desarrollo de la obra lleva al descubrimiento del «espectador imparcial», la voz interior que dictaría la propiedad o impropiedad de las acciones.
A lo largo de la obra el autor explica el origen y funcionamiento de los sentimientos morales: el resentimiento, la venganza, la virtud, la admiración, la corrupción y la justicia. El resultado es una concepción dinámica e histórica de los sistemas morales, en oposición a visiones más estáticas como las determinadas por las religiones. En términos filosóficos, la naturaleza humana actúa para avanzar fines o causas finales que no necesariamente son conocidos por los sujetos, que se guían por las causas eficientes.

### La riqueza de las naciones(The Wealth of Nations)

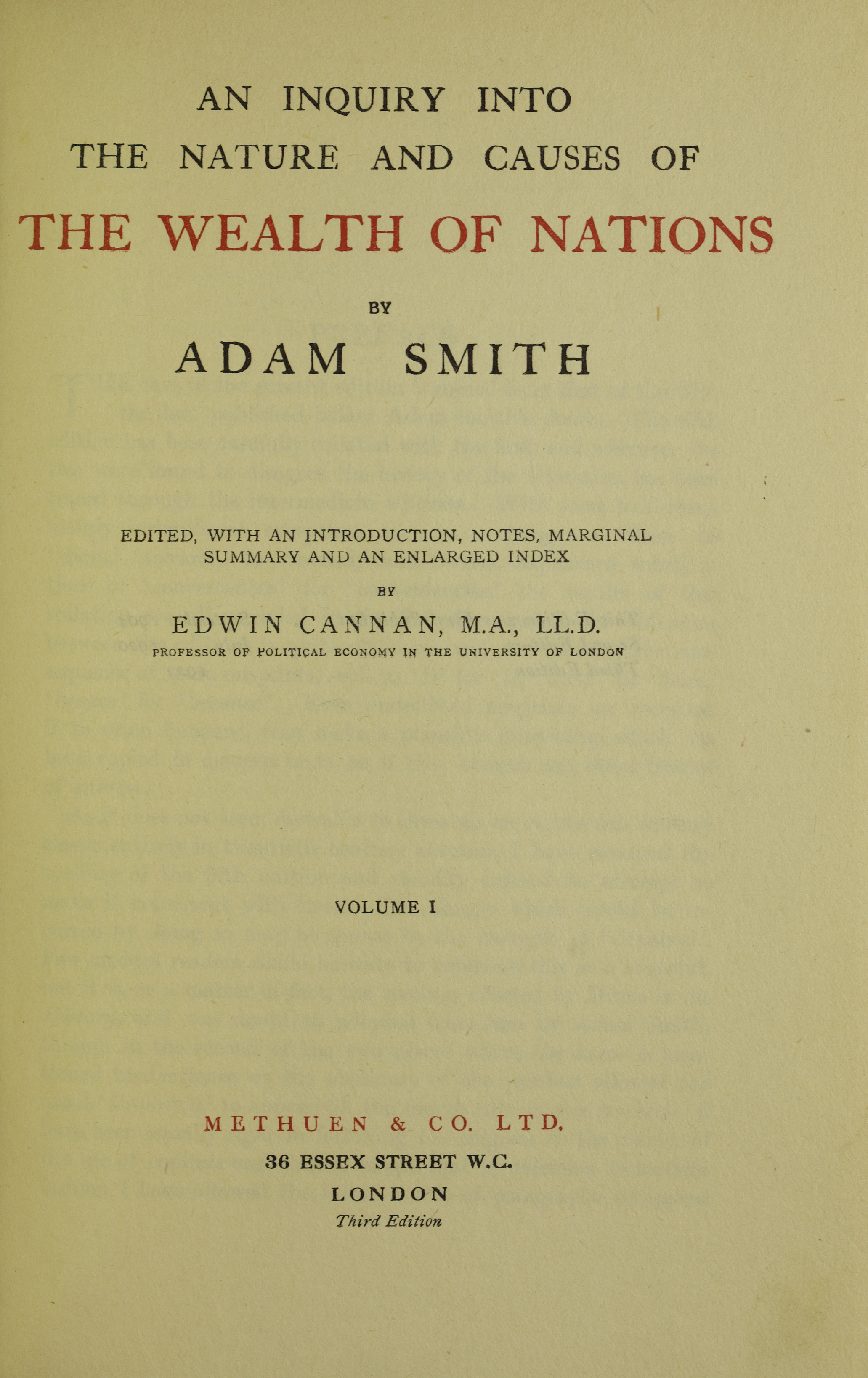
Inquiry into the nature and causes of the wealth of nations, 1922

En 1776, Smith publicó su obra Una investigación sobre la naturaleza y causas de la riqueza de las naciones (o simplemente La riqueza de las naciones), después de más de diez años de trabajo, por la cual es considerado por muchos especialistas el padre de la economía política. Esta obra representa el intento por diferenciar la economía política de la ciencia política, la ética y la jurisprudencia. Un elemento fundamental para esta diferenciación fue la crítica al mercantilismo, corriente heterogénea que venía desarrollando nociones económicas desde el siglo XV, más vinculada a los imperios coloniales que a la naciente Revolución Industrial.
Él mismo consideraba esta serie de volúmenes como una exposición parcial de una obra más amplia sobre Los principios generales de la ley y del gobierno, y de las diferentes revoluciones que en estas se han producido en las diferentes épocas y periodos de la sociedad, obra que deseaba escribir pero que nunca llegó a completar. Incluso en La riqueza de las naciones, para Smith la ciencia económica era mucho más que la teoría de precios, producción y distribución, moneda y banca, finanzas públicas, comercio internacional, y crecimiento económico, campos que hoy en día se consideran como especialidades en sí mismos. Todos estos temas se discuten en el libro, pero también incluye detalladas discusiones sobre temas tan diversos como historia eclesiástica, demografía, política educacional, ciencias militares, agricultura, y asuntos coloniales.
Según la tesis central de La riqueza de las naciones, la clave del bienestar social está en el crecimiento económico, que se potencia a través de la división del trabajo y la libre competencia. Según esta tesis, la división del trabajo, a su vez, se profundiza a medida que se amplía la extensión de los mercados y por ende la especialización.
Por su parte, Adam Smith considera la libre competencia como el medio más idóneo de la economía, afirmando que las contradicciones engendradas por las leyes del mercado serían corregidas por lo que él denominó la «mano invisible» del sistema.
Una particularidad de la obra es el planteamiento de que, el interés propio de cada individuo conduce al bienestar general, lo que se conoce como el mecanismo de la mano invisible o doctrina de la mano invisible de Adam Smith. Al respecto, Adam Smith afirmaba que «el hombre necesita casi constantemente la ayuda de sus semejantes, y es inútil pensar que lo atenderían solamente por benevolencia (...) No es la benevolencia del carnicero o del panadero la que los lleva a procurarnos nuestra comida, sino el cuidado que prestan a sus intereses».
Esto es y ha sido en ocasiones interpretado de forma errónea, como que simplemente el egoísmo, el interés propio lleva al bienestar general. Sin embargo, pasajes tanto de esta obra como de Los sentimientos morales dejan claro que en un sistema económico el interés personal no es la única motivación, ya que si así fuera, toda negociación resultaría imposible. Adam Smith pretendía transmitir que, el interés propio de cada persona en la consecución y satisfacción de sus necesidades, en un sistema económico libre acabaría favoreciendo al resto de personas también. El ser humano es capaz también de comprender el interés personal de su compañero y de llegar a un intercambio mutuamente beneficioso. La empatía con el egoísmo del otro (donde acentúa la siguiente frase: «dame lo que necesito y tendrás lo que deseas») y el reconocimiento de sus necesidades es la mejor forma de satisfacer las necesidades propias. El pensador y economista escocés subraya que la mayor parte de estas necesidades humanas se satisfacen por intercambio y por compra.
La obra incluye una filosofía de la historia, donde la «propensión a intercambiar» exclusiva del hombre se convierte en el motor del desarrollo humano, porque permite la suficiente creación de riqueza y generación y acumulación de capital para poner en práctica la división del trabajo. Debido por tanto a la empatía y la división del trabajo se potencia el crecimiento económico, clave del bienestar social.
Esta obra constituye también una guía para el diseño de la política económica de un gobierno. Los beneficios de la «mano invisible» del mercado solo se obtendrán en una «sociedad bien gobernada».
Entre sus aportes más importantes se destacan:
- La diferenciación clara entre valor de uso y valor de cambio.
- El reconocimiento de la división del trabajo, entendida como especialización de tareas, para la reducción de costos de producción.
- La predicción de posibles conflictos entre los dueños de las fábricas y los trabajadores mal asalariados.
- La acumulación del capital como fuente para el desarrollo económico.
- La defensa del mercado competitivo como el mecanismo más eficiente de asignación de recursos.

#### Preocupaciones sociales
Contrariamente a lo que le achacan algunos críticos debido a los extremos a los que el Liberalismo lleva sus ideas, Adam Smith conocía los peligros que conllevaba su ecuación económica.
Estaba convencido de que un hombre que pasa toda su vida para completar unas pocas operaciones simples cuyos efectos son siempre los mismos, no tiene tiempo para desarrollar su inteligencia ni para poner en práctica su imaginación. El resultado es la pérdida del hábito de ejercer sus facultades y la alienación del individuo. Por ello afirmó que el Estado debería «impulsar e incluso imponer» la educación pública de las clases trabajadoras.
De hecho, criticó las vidas miserables que sufrían muchos de sus compatriotas y advirtió que «ninguna sociedad puede ser próspera ni feliz si la mayor parte de sus miembros son pobres y miserables».

#### Influencia
En marzo de 1776 se publicó finalmente La riqueza de las naciones. La obra tuvo un éxito inmediato y duradero: la primera edición se agotó en seis meses, y durante la vida de Smith se publicaron cinco ediciones (1776, 1778, 1784, 1786, y 1789). Además, en cuestión de tres décadas se había traducido, por lo menos, a seis idiomas extranjeros: danés (1779-80), tres versiones francesas (1781, 1790, y 1802), alemán (1776-78), italiano (1780), español (1794) y ruso (1802-1806).
La investigación sobre la naturaleza y causas de la riqueza de las naciones ha estado sujeta a todo tipo de interpretaciones, entre ellas:
- David Ricardo: realiza una crítica a la obra, desarrollando más la teoría del valor-trabajo y conceptos tales como el capital y la reproducción[cita requerida].
- Milton Friedman y Rose Friedman: se centra en temas como la «mano invisible» y el papel del Estado. Milton y Rose Friedman escriben La libertad de elegir basados en la doctrina smithiana del libre comercio.[23]
- Amartya Sen: lectura renovada de Smith que retoma la Teoría de los sentimientos morales, libro de gran importancia en el campo de la ética, la teología y la moral. Amartya Sen destaca la importancia del sentimiento de la simpatía o compasión en la obra de Smith y cuestiona la estrecha interpretación friedmaniana que atribuye al egoísmo la armonía del mundo[cita requerida].

### Publicaciones póstumas
En 1795, los albaceas literarios de Smith, Joseph Black y James Hutton, editaron y publicaron una colección de Ensayos sobre temas filosóficos que incluía un juvenil ensayo sobre la Historia de la astronomía que aparentemente formaba parte del proyecto más amplio de una Historia de las ciencias liberales y artes elegantes. La más conocida edición moderna de estos ensayos es la de J. R. Lindgren (ed.), The Early Writings of Adam Smith (Nueva York. Kelley. 1967), que también incluye su Ensayo sobre la formación de los idiomas.
Antes de su muerte, Smith había ordenado la destrucción de la mayoría de sus otros manuscritos inéditos, entre los cuales probablemente se encontraban sus conferencias sobre religión natural y sobre jurisprudencia, lo mismo que sus lecciones sobre retórica. La mayor parte de este material probablemente se perdió para siempre, aunque ciertas partes han sido recuperadas indirectamente en la forma de apuntes tomados por sus estudiantes en los años 1762-64.
En efecto, en 1895 Edwin Cannan, de la Escuela de Economía de Londres, se enteró de la existencia, en manos de un abogado de Edimburgo, de un manuscrito que identificó como los apuntes de clase, tomados por un estudiante, de un curso sobre jurisprudencia dictado por Smith poco antes de su viaje a Francia. (Posteriormente se logró establecer que estas conferencias fueron efectivamente dictadas durante la porción del ciclo académico de 1763-64 que precedió su partida). Cannan editó estos apuntes y los publicó bajo el título de Lectures on Justice, Police, Revenue and Arms, delivered in the University of Glasgow by Adam Smith (Oxford. Clarendon Press, 1896).
En 1929, la Biblioteca Clements de la Universidad de Míchigan adquirió una colección de documentos que habían pertenecido a Alexander Wedderburn (lord canciller del Reino Unido entre 1793 y 1801), entre los cuales se encontraba un manuscrito que el Prof. G. H. Guttridge identificó como un memorando sobre El problema americano escrito por Adam Smith en 1778. Este manuscrito fue editado por Guttridge y publicado en la American Historical Review, n.º 38 (1933), pp. 714-20.
Finalmente, dos juegos adicionales de apuntes de clase fueron descubiertos por John M. Lothian en 1958. Uno de estos correspondía a un curso de retórica y letras, dictado por Smith en Glasgow en la sesión 1762-63. Estos apuntes fueron editados por Lothian y publicados bajo el título Lectures on Rhetoric and Belles Lettres (Londres. Nelson, 1963). El segundo juego de apuntes, correspondiente al curso de jurisprudencia dictado durante la misma sesión, no fue publicado sino hasta 1978, como parte de la Glasgow Edition of the Works and Correspondence of Adam Smith (Oxford University Press, 1976-83).

## Adam Smith y el comercio internacional
La teoría clásica del comercio internacional tiene sus raíces en la obra de Adam Smith que plantea la interacción entre comercio y crecimiento económico. Conocida comúnmente, como teoría de la ventaja absoluta, ya que Adam Smith tomó los costes de producción en términos  absolutos. Según los principios establecidos en sus obras, los distintos bienes deberán producirse en aquel país en que sea más bajo su coste de producción y desde allí, exportarse al resto de las naciones. Por tanto, define la denominada «ventaja absoluta» como la que tiene aquel país que es capaz de producir un bien utilizando menos factores productivos que otros, es decir, con un coste de producción menor. Defiende además el comercio internacional libre y sin trabas, para alcanzar y dinamizar el proceso de crecimiento económico, y este comercio estaría basado en el principio de la ventaja absoluta. Así mismo aboga por favorecer la movilidad internacional de los factores de producción.